# متلازمة إعادة التغذية
متلازمة إعادة التغذية هي متلازمة تتكون من اضطرابات التمثيل الغذائي التي تحدث نتيجة لإعادة التغذية إلى المرضى الذين يعانون من الجوع أو سوء التغذية الحاد أو الأيض بسبب مرض شديد. عندما يتم استهلاك الكثير من الطعام و / أو الملحق التغذية السائلة خلال الأولي إلى سبعة أيام من إعادة التغذية هذا يؤدي إلى توليف الجليكوجين والدهون والبروتين في الخلايا، على حساب تركيزات مصل البوتاسيوم والمغنيسيوم والفوسفور. الأعراض القلبية والرئوية والعصبية يمكن أن تكون علامات على متلازمة إعادة التغذية. إن المعدلات المنخفضة من المصل، إذا كانت شديدة بما فيه الكفاية، يمكن أن تكون قاتلة.

## اسباب
أي فرد لديه تناول مغذيات لا تذكر للعديد من الأيام المتتالية و / أو يتم التأكيد الأيضي من مرض حرج أو عملية جراحية كبرى في خطر من متلازمة إعادة التغذية. عادة ما تحدث متلازمة إعادة التغذية في غضون أربعة أيام من بدء إعادة التغذية. يمكن للمرضى تطوير اضطرابات السوائل والكهارل، وخاصة نقص فوسفات الدم، جنبا إلى جنب مع عصبية، الرئوية، القلب، العصبية العضلية، والمضاعفات الدموية.
خلال الصيام الجسم يبدل مصدر الوقود الرئيسي من الكربوهيدرات والدهون إلى الأحماض الدهنية و الأنسجة والأحماض الأمينية كمصادر الطاقة الرئيسية. الطحال يقلل من معدل انهيار خلايا الدم الحمراء وبالتالي الحفاظ على خلايا الدم الحمراء. العديد من المعادن داخل الخلايا تتضرر بشدة خلال هذه الفترة، على الرغم من أن مستويات المصل تبقى طبيعية. الأهم من ذلك، يتم قمع إفراز الأنسولين في هذه الحالة الصيام وزيادة إفراز الجلوكاجون.
خلال إعادة التغذية، إفراز الأنسولين يستأنف استجابة لزيادة نسبة السكر في الدم، مما أدى إلى زيادة الجليكوجين والدهون وتوليف البروتين. وتتطلب هذه العملية الفوسفات والمغنيسيوم والبوتاسيوم التي استنزفت بالفعل وأصبحت المخازن تستخدم بسرعة. تشكيل مركبات الكربوهيدرات فسفوريلاتد في الكبد والعضلات والهيكل العظمي يستنزف أتب داخل الخلايا و 2,3-ديفوسفوغليسرات في خلايا الدم الحمراء، مما يؤدي إلى خلل خلوي وعدم كفاية تسليم الأوكسجين إلى أجهزة الجسم. ريفيدينغ يزيد من معدل الأيض القاعدي. الحركة داخل الخلايا من الشوارد يحدث جنبا إلى جنب مع سقوط في الشوارد المصل، بما في ذلك الفوسفور والمغنيسيوم. قد ترتفع مستويات الجلوكوز في الدم وقد ينخفض فيتامين ثيامين B1. عدم انتظام ضربات القلب هي السبب الأكثر شيوعا للوفاة من متلازمة إعادة التغذية، مع مخاطر كبيرة أخرى بما في ذلك الارتباك والغيبوبة والتشنجات والفشل القلبي.
يمكن أن تحدث هذه المتلازمة في بداية العلاج لفقدان الشهية العصبي عندما يكون لدى المرضى زيادة في السعرات الحرارية ويمكن أن تكون قاتلة. ويمكن أن يحدث أيضا بعد ظهور مرض شديد أو عملية جراحية كبرى. التحول من الشوارد والتوازن السائل يزيد من حجم العمل القلب ومعدل ضربات القلب. هذا يمكن أن يؤدي إلى فشل القلب الحاد. كما يزداد استهلاك الأوكسجين الذي يجهد الجهاز التنفسي ويمكن أن يجعل الفطام من التهوية أكثر صعوبة.

## علاج
يمكن أن تكون متلازمة إعادة التغذية مميتة إذا لم يتم التعرف عليها ومعالجتها بشكل صحيح. وهناك حاجة إلى الوعي بالوضع وارتفاع مؤشر الشك من أجل إجراء التشخيص. يمكن أن تحدث اضطرابات الكهارل لمتلازمة إعادة التغذية خلال الأيام القليلة الأولى من إعادة التغذية. ولذلك فإن الرصد الدقيق للكيمياء الحيوية في الدم ضروري في فترة إعادة التغذية المبكرة. في حالة المرضى الذين يعانون من أمراض حرجة الذين يدخلون إلى وحدة العناية المركزة، إذا انخفض الفوسفات إلى أقل من 0.65 مليمول / لتر (2.0 ملغ / دل) من المستوى الطبيعي السابق في غضون ثلاثة أيام من بدء التغذية المعوية أو الوريدية، ينبغي تخفيض السعرات الحرارية إلى 480 سعرة حرارية لكل يوم لمدة يومين على الأقل في حين يتم استبدال الشوارد. يوصف الثيامين، فيتامين ب المركب (قوي) والفيتامينات وإعداد المعادن ينصح. يجب مراقبة الكيمياء الحيوية بانتظام حتى تكون مستقرة. على الرغم من أن التجارب السريرية تفتقر إلى المرضى بخلاف أولئك الذين اعترفوا في العناية المركزة، فمن المستحسن عادة أن استهلاك الطاقة يجب أن تبقى أقل من تلك المطلوبة عادة لأول 3-5 أيام من العلاج من متلازمة إعادة التغذية.
انظر نيس كلينيكال غدلين CG32، قسم 6.6. على سبيل المثال الإسعافات الأولية والإدارة الطبية الأولية، انظر على سبيل المثال التوجيه من قبل المسؤول الطبي مونمث همس. 

## تاريخ
وهناك خطأ شائع، متكرر في أوراق متعددة، هو أن «المتلازمة وصفت لأول مرة بعد الحرب العالمية الثانية في الأمريكيين الذين، التي كان اليابانيون أسرى الحرب، قد أصبحوا يعانون من سوء التغذية أثناء الأسر والذين تم الإفراج عنهم بعد ذلك لرعاية الولايات المتحدة العاملين في الفلبين». ومع ذلك، كشفت دراسة وثيقة من قبل شنيتكر في عام 1951 أن السجناء قيد الدراسة ليسوا أسرى أميركيين ولكن الجنود اليابانيين الذين استسلموا بالفعل في الفلبين خلال عام 1945، بعد انتهاء الحرب.
في الواقع من الصعب جدا التأكد من أن متلازمة اكتشفت لأول مرة واسمه، ولكن من المرجح أن الاضطرابات بالكهرباء المرتبطة تم تحديدها قبل عام 1951، وربما في هولندا خلال الأشهر الأخيرة من الحرب العالمية الثانية، قبل يوم النصر في أوروبا. وهناك أيضا تقارير شهود عيان من وقت سابق لا يزال في وقت سابق من السجناء البولنديين في إيران الذين أطلق سراحهم من المخيمات السوفيتية في 1941-42 بموجب عفو لتشكيل جيش تحت الجنرال أندرس وأعطيت الطعام في حين في حالة المجاعة التي تسببت في كثير من موت.

## انظر ايضاً
- مجاعة الصومال